# Midlothian (Teksas)
Midlothian je grad u američkoj saveznoj državi Teksas. Prema popisu stanovništva iz 2010. u njemu je živjelo 18.037 stanovnika.